# Feira de Artesanato, Turismo, Agricultura, Comércio e Indústria de Lagoa
A FATACIL (por extenso: Feira de Artesanato, Turismo, Agricultura, Comércio e Indústria de Lagoa) é uma feira portuguesa que se realiza anualmente durante 10 dias no mês de Agosto no Parque de Feiras e Exposições da cidade de Lagoa desde 1980.
Desde então tem vindo a receber milhares de visitantes vindos de todos os pontos do país (os últimos números apontam para os 180 mil), não só motivados pela sua vertente da promoção das artes tradicionais já quase extintas, mas também pelos concertos que apresenta todos os dias.
Espalhados por todo o recinto, cerca de 800 expositores divulgam produtos susceptíveis de satisfazer um vasto espectro de interesses. Os apreciadores de artesanato português, e algarvio em particular, têm aqui uma mostra bastante variada. Desde artigos de tecelagem aos cobres e ferro forjado, passando pelas rendas, objectos em madeira, olaria e cerâmica, peças em cortiça, vime e cestaria, ou as tipicamente algarvias bonecas de Martim Longo e Querença.
De tudo se pode encontrar, com a garantia de qualidade dos melhores artesãos. Da mesma forma, quem pretende levar para casa exemplos da tradicional gastronomia algarvia descobre na FATACIL os genuínos enchidos (morcelas e farinheiras) e presuntos; doces regionais à base de figo, amêndoa e farinheira; frutos secos; aguardente de medronho e licor de figos ou saborosos queijos de ovelha.
É também possível encontrar artesanato proveniente dos cinco continentes, assim como as mais recentes novidades dos sectores comercial, industrial e agro-pecuário. E é a oportunidade ideal para conhecer o que têm para oferecer e como funcionam entidades tão distintas como autarquias, escolas, instituições de solidariedade social, organismos da administração central e regional, colectividades e regiões de turismo.
Nesta feira de artesanato, também se pode desfrutar de boa música enquanto se aprecia a variedade de pratos típicos nos vários restaurantes situados no recinto musical. A Fatacil é um local para se passear com a família, com diversidade de artesanato, comida, música e diversão.